# Prötzel
Prötzel est une commune d'Allemagne située à l'ouest de l'arrondissement de Märkisch-Pays de l'Oder dans le land de Brandebourg.

## Géographie
Le territoire communal s'étend sur le plateau de Barnim au nord-est de Berlin. La municipalité de Plötzel comprend, outre le bourg lui-même, les villages de Harnekop, Prädikow et Sternebeck, ainsi que les localités de Biesow, Blumenthal et Stadstelle. Chaque village comprend une église typique de la région.
La commune est traversée par la Bundesstrasse 168 d'Eberswalde à Fürstenwalde et Cottbus.

## Histoire
Au Moyen Âge, le manoir de Prötzel faisait partie des possessions de l'abbaye cistercienne à Friedland. Fondé au cours de la colonisation germanique, le monastère a joué un rôle de premier plan dans le développement de la marche de Brandebourg. 

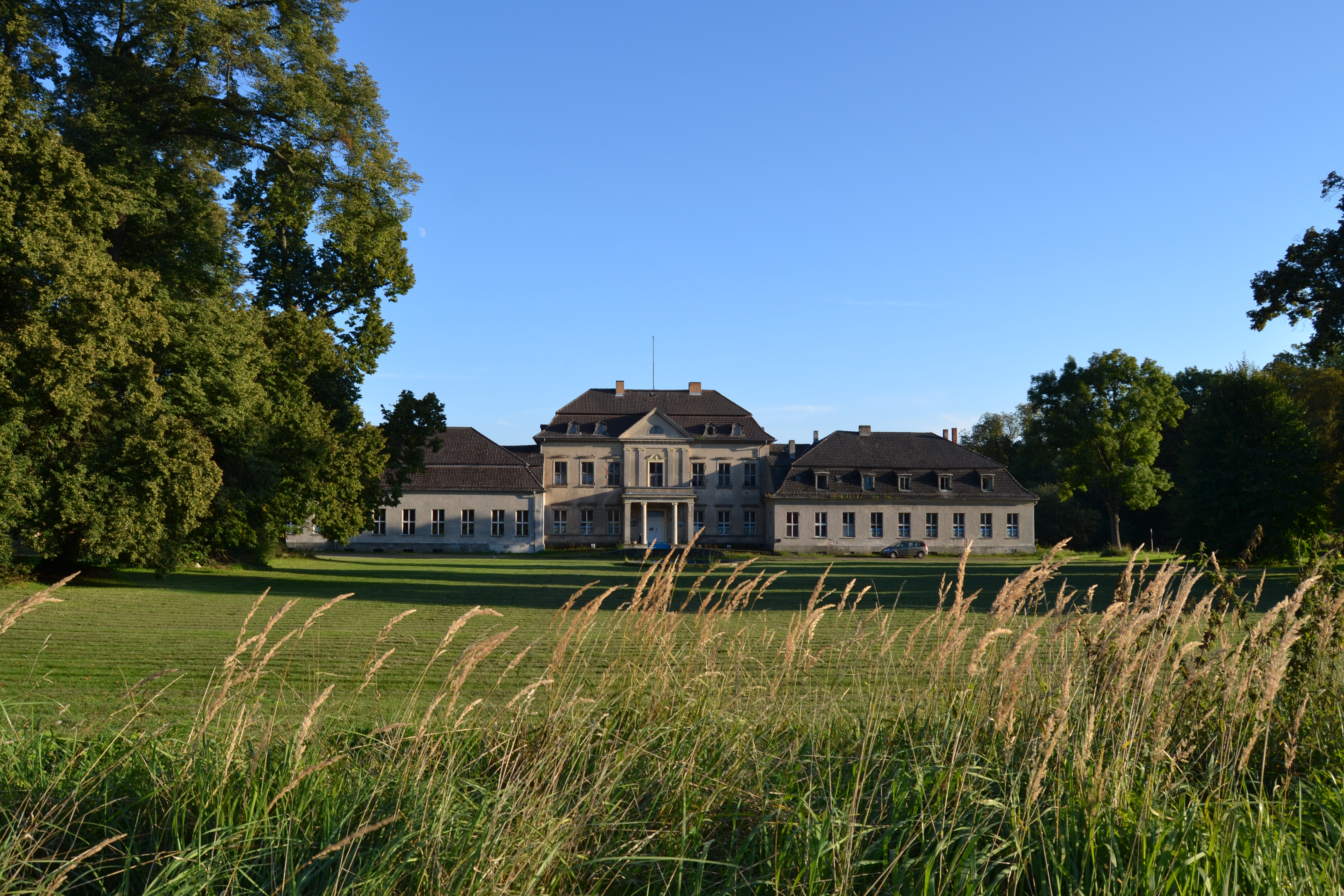
Le château de Prötzel.

Le château de Prötzel, un palais en style baroque, a été construit entre 1712 et 1717 d'après les plans de l'architecte Andreas Schlüter pour Paul Anton von Kameke (1674-1717), ministre d'État et général du royaume de Prusse. L'architecte Friedrich August Stüler le restaure et l'agrandit en 1859.  D'août 1943 au début de l'année 1945, le château fut la résidence du nonce apostolique en Allemagne, Mgr Cesare Orsenigo. 
En 1766, la petite-fille de Paul Anton von Kameke, la comtesse Frédérique († 1788) appaorta le manoir de Harnekop, au Nord de Prötzel, en dot à son mari Piotr Golovkine (1727-1787), un petit-fils du chancelier russe Gavriil Golovkine. Le couple fit reconstruire le bâtiment rebaptisé château « Monchoix » en 1772. Après la mort du dernier propriétaire, le comte Gottlieb von Haeseler en 1919, il était placée sous administration de l'État ; à partir de juillet 1932, il a servi d'établissement scolaire de la SA. Vers la fin de la Seconde Guerre mondiale, en avril 1945, la Wehrmacht a fait sauter le château.
L'ancien bunker nucléaire de Harnekop, principal bunker du ministère de la Défense nationale de la RDA et de l'Armée populaire nationale, fut construit sur une période de 5 ans à compter de 1971. Aujourd'hui, l'ensemble est un monument militaire et il est possible de le visiter.

## Personnalités
- Gottlieb von Haeseler (1836–1919), chef de l'état major général de l'Armée prussienne, décédé au manoir de Harnekop ;
- Cesare Orsenigo (1873-1946), nonce apostolique en Allemagne, résida à Prötzel à partir de 1943.

## Jumelage
- Bogdaniec (Lubusz) (Pologne)